# Atalissa
Atalissa es una ciudad situada en el condado de Muscatine, en el estado de Iowa, Estados Unidos. Según el censo de 2000 tenía una población de 283 habitantes.

## Geografía
Según la Oficina del Censo de los Estados Unidos, la localidad tiene un área total de 0,35 km², la totalidad de los cuales corresponden a tierra firme.

## Demografía
Según el censo de 2000, había 283 personas, 113 hogares y 80 familias residiendo en la localidad. La densidad de población era de 818,45 hab./km². Había 120 viviendas con una densidad media de 356,4 viviendas/km². El 98,94% de los habitantes eran blancos, y el 1,06% pertenecía a dos o más razas. El 1,41% de la población eran hispanos o latinos de cualquier raza.
Según el censo, de los 113 hogares, en el 30,1% había menores de 18 años, el 58,4% pertenecía a parejas casadas, el 7,1% tenía a una mujer como cabeza de familia, y el 29,2% no eran familias. El 26,5% de los hogares estaba compuesto por un único individuo, y el 13,3% pertenecía a alguien mayor de 65 años viviendo solo. El tamaño promedio de los hogares era de 2,50 personas, y el de las familias de 3,01.
La población estaba distribuida en un 26,9% de habitantes menores de 18 años, un 9,9% entre 18 y 24 años, un 30,0% de 25 a 44, un 23,0% de 45 a 64, y un 10,2% de 65 años o mayores. La media de edad era 34 años. Por cada 100 mujeres había 91,2 hombres. Por cada 100 mujeres de 18 años o más, había 99,0 hombres.
Los ingresos medios por hogar en la localidad eran de 31.875 dólares ($), y los ingresos medios por familia eran 43.929 $. Los hombres tenían unos ingresos medios de 31.250 $ frente a los 24.583 $ para las mujeres. La renta per cápita para la ciudad era de 20.269 $. El 9,4% de la población y el 6,0% de las familias estaban por debajo del umbral de pobreza. El 11,9% de los menores de 18 años y el 11,1% de los habitantes de 65 años o más vivían por debajo del umbral de pobreza.